# Izrael Zolli
Eugenio Zolli (nazwisko używane do 1933 Zoller, do 1945 Izrael Anton Zolli, ur. 27 września 1881 w Brodach, zm. 2 marca 1956 w Rzymie) – naczelny rabin Rzymu, który później przeszedł na katolicyzm.
Zolli urodził się w rodzinie pokoleniowo rabinistycznej, uchodził za wybitnego biblistę. Studiował w kolegium rabinackim i równocześnie studiował filozofię na uniwersytecie w Wiedniu, a później we Florencji. W 1910 doktoryzował się we Florencji z psychologii eksperymentalnej. W 1920 został mianowany rabinem Triestu. W 1933 roku otrzymał, z własnego wyboru, obywatelstwo włoskie i został zmuszony do zmiany nazwiska na Zolli. W tym czasie był wykładowcą języka i literatury hebrajskiej na Uniwersytecie w Padwie, skąd został zwolniony z powodu swojego pochodzenia. W 1940 roku Zolli został naczelnym rabinem Rzymu.
Zgodnie z autorką biografii Judith Cabaud (również katolicką konwertytką z judaizmu), w 1944 przewodnicząc podczas uroczystości Jom Kipur, Zolli doświadczył mistycznego spotkania z Jezusem Chrystusem. Po zakończeniu wojny zrezygnował z wszelkich funkcji w gminie żydowskiej, a następnie przeszedł na katolicyzm przyjmując 13 lutego 1945 chrzest, biorąc jako chrzestne imię Eugenio (od tego momentu używał nazwiska Eugenio Zolli). Imię to przyjął w dowód wdzięczności dla papieża Piusa XII – Eugenio było jego świeckim imieniem. Chrzest przyjęła również jego żona i, kilka miesięcy później, córka Miriam (I. Zolli miał dwie córki, Dorę z pierwszego małżeństwa z Adelą Litwak i Miriam z drugiego). Jego decyzja o przejściu na katolicyzm została odebrana z dużym zaskoczeniem i dezaprobatą środowisk żydowskich.
W późniejszym czasie został zatrudniony przy Papieskim Instytucie Biblijnym. Zmarł w Rzymie.
Jego najważniejsze dzieło stanowi Il Nazareno wydane w 1938 przez Istituto delle Edizioni Accademiche w Udine (wydanie polskie: Nazarejczyk, tłum. ks. prof. Artur Jerzy Katolo, Fundacja Instytut Globalizacji, Gliwice 2015). Jest także autorem autobiografii Byłem rabinem Rzymu (tytuł oryginału: Prima dell’alba. Autobiografia autorizzata), w Polsce wydanej w 1999 przez Wydawnictwo Fronda oraz w 2007 przez Wydawnictwo Salwator.